# Dun-sur-Grandry
Dun-sur-Grandry é uma comuna francesa na região administrativa de Borgonha-Franco-Condado, no departamento Nièvre. Estende-se por uma área de 11,69 km². Em 2010 a comuna tinha 146 habitantes (densidade: 12,5 hab./km²).